# Distrito de San Sebastián (Cuzco)
El distrito de San Sebastián es uno de los ocho distritos que conforman la provincia del Cuzco ubicada en el departamento del Cuzco en el Sur del Perú. 
Limita por el Norte con la provincia de Calca, por el Este con el distrito de San Jerónimo, por el Sur con la provincia de Paruro y por el Oeste con el distrito de Santiago, el distrito de Wánchaq y el distrito del Cuzco.
El territorio de este distrito se extiende en 89,44 kilómetros cuadrados y tiene una altitud de 3 295 m s. n. m.
Este distrito se encuentra dentro de la conurbación del área metropolitana de Cusco. Su población ha crecido aceleradamente en las últimas décadas.

## Creación
Este distrito fue creado mediante Ley del 2 de enero de 1857, durante el gobierno del Presidente Ramón Castilla.

## Población
El distrito tiene una población aproximada de 75 000 (INEI, 2017) habitantes.

## Autoridades

### Municipales
- 2023 - 2026[1]
  - Alcaldesa: Lic. Jackelin Jimenez Chuquitapa, del Movimiento Regional Inka Pachacuteqq.
  - Regidores:

  1. Jefferson Artemio Paucar Coaquira
  2. Sadhith Asunta Quenta Zarabia
  3. Pedro Luna Huillca
  4. Alexandra María Huanca Gómez
  5. Mausauri Huarancca Lima
  6. Lisset Farfan Ríos
  7. Ricardo Picchutito Béjar
  8. Yoli Paulina García Contreras
  9. Jaime Baltazar Riveros Najarro
  10. Alexander Moreano Amaut
  11. Julio Jhair Condori Aragon

Alcaldes anteriores
- 2019 - 2022: Mario Teófilo Loaiza Moriano.
- 2015 - 2018: Andmar Sicus Cahuana.

## Festividades
- Bajada de Reyes.
- San Sebastián.
- San Isidro.
- Corpus Christi.
- Señor de Ecce Homo.